# 情報流通行政局
情報流通行政局（じょうほうりゅうつうぎょうせいきょく、英語: Information and Communications Bureau）は、総務省の内部部局の一つ。

## 組織
- 局長
  - 官房審議官（情報流通行政局担当）[1]
    - 総務課（組織令75条[2]）
      - 総合通信管理室（組織規則44条[3]）
      - 調査官

    - 情報通信政策課
      - 調査官

    - 情報流通振興課
      - 情報活用支援室（組織規則45条[4]）
      - 企画官
      - 新事業支援推進官（1人）

    - 情報通信作品振興課（組織規則46条[5]）
      - 放送コンテンツ海外流通推進室
      - アイピーテレビ調整官（1人）

    - 地域通信振興課 
      - 地方情報化推進室（組織規則47条[6]）

    - 放送政策課
      - 企画官（1人）（組織規則48条[7]）

    - 放送技術課
      - 技術企画官（1人）（組織規則49条[8]）

    - 地上放送課
      - 企画官（1人）（組織規則50条[9]）

    - 衛星・地域放送課
      - 国際放送推進室（組織規則51条[10]）
      - 地域放送推進室
      - 企画官（1人）
      - 技術企画官（1人）

    - 参事官
      - 情報通信戦略企画官（組織規則52条[11]）

### 郵政行政部
- 部長
  - 企画課
    - 検査監理室（組織規則53条[12]）
    - 企画官（1人）

  - 郵便課
    - 国際企画室（組織規則54条[13]）

  - 貯金保険課
  - 信書便事業課

## 所掌事務
以下は各課が関係する事務（「総務省組織令 第七十六条 - 第九十条 情報流通行政局（最終改正: 2018年8月8日政令第239号）」 より抄録）。
- 総務課

1. 情報流通行政局の所掌事務に関する総合調整。
2. 報流通行政局の所掌事務に係る一般消費者の利益の保護。
3. 情報通信行政・郵政行政審議会の庶務。
4. 情報通信政策研究所の組織及び運営一般。
5. 総合通信局及び沖縄総合通信事務所の組織及び運営一般。
6. 前各号に掲げるもののほか、情報流通行政局の所掌事務で他の所掌に属しないものに関する事項。

- 情報通信政策課

1. 情報の電磁的流通の規律及び振興に関する総合的な政策（技術に関するものを除く。）の企画及び立案並びに推進（参事官の所掌に属するものを除く。）。
2. 情報の電磁的流通の円滑化のための制度の整備その他の環境の整備（情報通信作品振興課の所掌に属するものを除く。）。
3. 情報通信の高度化に関する事務のうち情報の電磁的流通。
4. 国際戦略局等の所掌事務に係る事業に必要な資金の融通に関する事務の総括。
5. 国際戦略局等の所掌事務に関する財政投融資計画に関する事務の総括。
6. 国際戦略局等の所掌事務に関する統計。
7. 情報通信審議会の庶務。

- 情報流通振興課

1. 情報の電磁的流通のための有線又は無線の施設の整備の促進（地域通信振興課の所掌に属するものを除く。）。
2. 国際放送その他の本邦と外国との間の情報の電磁的流通の促進（電気通信事業者に係るものに限る。）。
3. 情報の電磁的流通の公平な利用の機会の確保及び利用の促進。
4. 情報の電磁的流通に係る業務に携わる者の専門的又は技術的な知識及び技術の向上。
5. 電気通信システム（電気通信設備の集合体であって情報の電磁的流通の業務を一体的に行うよう構成されたものをいう。）及びこれに係るプログラム（電子計算機に対する指令であって一の結果を得ることができるように組み合わされたものをいう。）の開発及び普及による情報の電磁的流通の高度化。
6. 特定公共電気通信システム開発関連技術に関する研究開発の推進に関する法律（平成十年法律第五十三号）の施行。
7. 中小企業等経営強化法（平成十一年法律第十八号）の施行。
8. 前各号に掲げるもののほか、情報の電磁的流通の規律及び振興に関する事項（国際戦略局及び総合通信基盤局並びにサイバーセキュリティ統括官並びに他課の所掌に属するものを除く。）。

- 情報通信作品振興課

1. 情報通信作品（放送番組その他の電磁的方式により流通させることを目的とした音響、影像等の情報により構成される作品（その素材となる音響、影像等の情報を含む。）をいう。次号において同じ。）の収集、制作及び保管の促進。
2. 情報通信作品に係る情報の電磁的流通の円滑化のための制度の整備その他の環境の整備。

- 地域通信振興課

1. 地域の特性に応じた情報の電磁的流通のための有線又は無線の施設の整備の促進。
2. 前号の施設に関連する情報の電磁的流通の振興。
3. 地方拠点都市地域の整備及び産業業務施設の再配置の促進に関する法律の施行に関する事務のうち同法第二条第三項に規定する産業業務施設の再配置。

- 放送政策課

1. 情報流通行政局の所掌事務のうち放送に係るものに関する総合的な政策の企画及び立案並びに推進（放送技術課の所掌に属するものを除く。）。
2. 放送に係る無線局免許等関係事務（他課の所掌に属するものを除く。）。
3. 一般放送の施設の使用の規律（他課の所掌に属するものを除く。）。
4. 放送業の発達、改善及び調整（国際戦略局及び他課の所掌に属するものを除く。）。
5. 日本放送協会に関すること。
6. 放送大学学園法（平成十四年法律第百五十六号）第三条に規定する放送大学学園の組織及び運営一般[14]。

- 放送技術課

1. 情報流通行政局の所掌事務（放送に係るものに限る。）に関する総合的な政策のうち技術に関するものの企画及び立案並びに推進。
2. 放送に係る無線局免許等関係事務に係る技術的事項。
3. 一般放送の施設の使用の規律（有線放送の施設の使用の規律を除く。）に関する技術的事項。

- 地上放送課

1. 地上放送（国内において受信されることを目的として行われる放送（次条第一号に規定する衛星放送及び有線放送を除く。）をいう。以下同じ。）に係る無線局免許等関係事務（放送技術課の所掌に属するものを除く。）。
2. 地上放送に該当する一般放送の施設の使用の規律（放送技術課の所掌に属するものを除く。）。
3. 放送業（地上放送に関するものに限る。）の発達、改善及び調整（国際戦略局の所掌に属するものを除く。）。

- 衛星・地域放送課

1. 衛星放送（人工衛星の放送局（放送法（昭和二十五年法律第百三十二号）第二条第二十号に規定する放送局をいう。）により行われる放送をいう。次号及び第五号において同じ。）、国際放送、市区町村放送（主として一の市町村（特別区を含む。）の区域の一部において受信されることを目的として行われる地上放送をいう。次号及び第五号において同じ。）及び有線放送に係る無線局免許等関係事務（放送技術課の所掌に属するものを除く。）。
2. 衛星放送、国際放送又は市区町村放送に該当する一般放送の施設の使用の規律（放送技術課の所掌に属するものを除く。）。
3. 有線テレビジョン放送の施設の設置及び使用の規律並びに有線ラジオ放送の施設の使用の規律。
4. 国際放送その他の本邦と外国との間の情報の電磁的流通の促進（情報流通振興課の所掌に属するものを除く。）。
5. 放送業（衛星放送、国際放送、市区町村放送及び有線放送に関するものに限る。）の発達、改善及び調整（国際戦略局の所掌に属するものを除く。）。

- 参事官

1. 参事官は、命を受けて、情報の電磁的流通の規律及び振興に関する総合的な政策（技術に関するものを除く。）の企画及び立案並びに推進に関する事務のうち重要事項に係るものを分掌し、又は情報流通行政局の所掌事務に関する重要事項の審議に参画。

郵政行政部
- 企画課

1. 郵政行政部の所掌事務に関する総合調整。
2. 郵政行政部の所掌事務に係る国際協力。
3. 郵政行政部の所掌に属する国際関係事務（次条第三号に掲げるものを除く。）の総括。
4. 日本郵政株式会社法（平成十七年法律第九十八号）第十四条第一項、日本郵便株式会社法（平成十七年法律第百号）第十六条第一項、郵便法（昭和二十二年法律第百六十五号）第六十五条第一項及び独立行政法人郵便貯金・簡易生命保険管理機構法（平成十七年法律第百一号）第三十一条第一項の規定に基づく検査並びに独立行政法人通則法第六十四条第一項及び犯罪による収益の移転防止に関する法律（平成十九年法律第二十二号）第十六条第一項の規定に基づく独立行政法人郵便貯金・簡易生命保険管理機構の検査。
5. 郵政事業のうち郵便事業、銀行代理業、保険募集（保険業法（平成七年法律第百五号）第二条第二十六項に規定する保険募集をいう。第八十九条第一号において同じ。）及び所属保険会社等（同法第二条第二十四項に規定する所属保険会社等をいう。同号において同じ。）の事務の代行以外のものに関する事項。
6. 日本郵政株式会社及び日本郵便株式会社の組織及び運営一般。
7. 前各号に掲げるもののほか、郵政行政部の所掌事務で他の所掌に属しないものに関する事項。

- 郵便課

1. 郵政事業のうち郵便事業（前条第四号に掲げるものを除く。）。
2. 郵便認証司に関する事項（前条第四号に掲げるものを除く。）。
3. 条約又は法律（法律に基づく命令を含む。）で定める範囲内において、郵便に関する国際的取決めを協議し、及び締結すること並びに万国郵便連合その他の機関と連絡。
4. 印紙の売りさばきに関する業務（前条第四号に掲げるものを除く。）

- 貯金保険課

1. 郵政事業のうち銀行代理業並びに保険募集及び所属保険会社等の事務の代行に係るものに関する事項（第八十七条第四号に掲げるものを除く。）。
2. 独立行政法人郵便貯金・簡易生命保険管理機構の組織及び運営一般（第八十七条第四号に掲げるものを除く。）。

- 信書便事業課

1. 信書便事業の監督。

## その他
- 情報通信行政・郵政行政審議会 の事務局。

## 歴代局長

### 現職
| 氏名     | 出身省庁 | 前職 | 就任年月日              |
| -------- | -------- | --- | ----------------------- |
| 豊嶋基暢 | 郵政省   | 総務省大臣官房サイバーセキュリティ・情報化審議官 総務省大臣官房審議官（国際技術、サイバーセキュリティ担当） 内閣官房内閣審議官（内閣サイバーセキュリティセンター） | 2024年（令和6年）7月5日 |

### 過去
| 氏名       | 出身省庁 | 前職                                                                                | 在任期間                                              | 後職                                                                                         |
| ---------- | -------- | ----------------------------------------------------------------------------------- | ----------------------------------------------------- | -------------------------------------------------------------------------------------------- |
| 山川鉄郎   | 郵政省   | 総合通信基盤局国際部長                                                              | 2008年（平成20年）7月4日 - 2010年（平成22年）7月27日  | 総務審議官（国際担当）                                                                       |
| 田中栄一   | 郵政省   | 大臣官房長                                                                          | 2010年（平成22年）7月27日 - 2012年（平成24年）9月11日 | 総務審議官（国際担当）                                                                       |
| 吉崎正弘   | 郵政省   | 大臣官房総括審議官（政策評価担当）                                                  | 2012年（平成24年）9月11日 - 2013年（平成25年）6月28日 | 総務審議官（国際担当）                                                                       |
| 福岡徹     | 郵政省   | 大臣官房総括審議官（広報、政策企画（主）担当）                                      | 2013年（平成25年）6月28日 - 2014年（平成26年）7月22日 | 大臣官房長                                                                                   |
| 安藤友裕   | 郵政省   | 総合通信基盤局電気通信事業部長                                                      | 2014年（平成26年）7月22日 - 2015年（平成27年）7月31日 | 大臣官房総括審議官（広報、政策企画（主）担当）                                               |
| 今林顯一   | 郵政省   | 大臣官房総括審議官（広報、政策企画（主）担当）                                      | 2015年（平成27年）7月31日 - 2016年（平成28年）6月17日 | 政策統括官（情報通信担当）                                                                   |
| 南俊行     | 郵政省   | 政策統括官（情報通信担当）                                                          | 2016年（平成28年）6月17日 - 2017年（平成29年）7月11日 | 内閣官房内閣審議官（内閣官房副長官補付） 内閣官房郵政民営化推進室長 郵政民営化委員会事務局長 |
| 山田真貴子 | 郵政省   | 大臣官房長                                                                          | 2017年（平成29年）7月11日- 2019年（令和元年）7月5日   | 総務審議官（国際担当)                                                                        |
| 吉田眞人   | 郵政省   | 国際戦略局長                                                                        | 2019年 (令和元年) 7月5日 - 2020年 (令和2年) 7月20日   | 総務審議官 (国際担当)                                                                        |
| 秋本芳徳   | 郵政省   | 大臣官房総括審議官                                                                  | 2020年（令和2年）7月20日 - 2021年 (令和3年) 2月20日   | 総務省大臣官房付、辞職 電気通信普及財団理事長、マルチメディア振興センター評議員              |
| 吉田博史   | 郵政省   | 大臣官房総括審議官（広報、政策企画（主）担当 ） 併任 電気通信紛争処理委員会事務局長 | 2021年（令和3年）2月20日 - 2022年 (令和4年) 6月28日   | 総務審議官                                                                                   |
| 小笠原陽一 | 郵政省   | 関東総合通信局長                                                                    | 2022年（令和4年）6月28日 - 2024年（令和6年）7月5日    |                                                                                              |